# Little by Little
Little by little – japoński zespół rockowy, w skład którego wchodzą wokalistka Hideco i „twórca melodii wspaniałej jakości” Tetsuhiko. Znani są przede wszystkim ze swojego wkładu w anime, dzięki utworom takim jak „Kanashimi wo Yasashisa ni”, opening do trzeciego sezonu Naruto, czy też „Hummingbird”, ending Yakitate!! Japan.

## Dyskografia

### Albumy
- Sweet Noodle Pop (20 lipca 2005)

1. "Sweet Noodle Pop"
2. "Just Like Eating Cheese"
3. "CLOSER"
4. "悲しみをやさしさに" (Kanashimi wo yasashisa ni) trzeci opening Naruto
5. "ケチャップ" (Kechappu, „Ketchup”)
6. "雨上がりの急な坂道" (Ameagari no kyūna sakamachi)
7. "僕はサテライト" (Boku wa sateraito, „I am a satellite”)
8. "Ninja Kids"
9. "シンクロ" („Synchro”)
10. "dept"
11. "LOVE & PEACE"
12. "home town"
13. "ハミングバード" („Hummingbird”) trzeci ending Yakitate!! Japan
14. "アストロドッグ" („Astrodog”)
15. "開国ロック" (Kaikoku rokku)

### Single
- 悲しみをやさしさに (Kanashimi wo yasashisa ni, „Sadness into kindness”) (17 grudnia 2003) (trzeci opening Naruto)

1. "悲しみをやさしさに"
2. "Ireland fortune market"
3. "home town"
4. "悲しみをやさしさに　NARUTO -ナルト- Opening MIX"

- LOVE & PEACE (14 kwietnia 2004) (drugi opening SD Gundam Force)

1. "LOVE & PEACE"
2. "PUZZLE"
3. "アストロドッグ" (Asutorodoggu, „Astrodog”)
4. "LOVE & PEACE (Instrumental)"

- 雨上がりの急な坂道 (Ameagari no kyūna sakamachi, „A steep slope after the rain”) (11 sierpnia 2004) (użyty jako motyw muzyczny w dramacie 大好き！五つ子6 (Daisuki! Itsutsu ko 6)

1. "雨上がりの急な坂道"
2. "ハッブル" (Habburu, „Hubble”)
3. "Ninja Kids"
4. "雨上がりの急な坂道 -instrumental-"

- シンクロ (Shinkuro, „Synchro”) (20 kwietnia 2005) (użyty jako motyw muzyczny w filmie 恋は五・七・五！ (Koi wa go-shichi-go!))

1. "シンクロ"
2. "名前のない今日" (Namae no nai kyō, „Today without a name”)
3. "シンクロ -instrumental-"

- ハミングバード (Hamingubādo, „Hummingbird”) (8 czerwca 2005) (ending Yakitate!! Japan)

1. "ハミングバード"
2. "LONELY SURVIVOR"
3. "ハミングバード -instrumental-"

- キミモノガタリ (Kimi monogatari, „Your story”) (5 grudnia 2007) (trzeci ending Naruto: Shippūden)

1. "キミモノガタリ"
2. "ポテトとコーク" (Poteto to kooku, „Potato and coke”)
3. "EDEN"
4. "キミモノガタリ -Instrumental-"